# Oliver Dimon Kellogg
Oliver Dimon Kellogg   (Linwood, 10 de juliol de 1878 - Greenville, 26 de juliol de 1932) va ser un matemàtic estatunidenc.

## Vida i Obra
Kellogg va estudiar a la universitat de Princeton i, en graduar-se, el 1900, va obtenir una beca per ampliar estudis a Alemanya. Va estar el curs 1900-1901 a la universitat de Berlín i el curs següent a la de Göttingen, en la qual va obtenir el doctorat amb una tesi dirigida per David Hilbert sobre teoria del potencial, especialitat a la que va dedicar la recerca tota la seva vida.
En retornar als Estats Units va ser professor ajudant a Princeton durant dos cursos, fins que el 1905 va ser contractat per la universitat de Missouri. La seva tasca universitària es va veure interrompuda per la Primera Guerra Mundial, ja que va ser nomenat assessor científic de l'acadèmia de la Guàrdia Costanera dels Estats Units d'Amèrica a New London (Connecticut). Acabada la guerra, el 1919 va ser nomenat professor de la universitat Harvard per substituir el recentment difunt Maxime Bôcher. El 1932 va morir sobtadament d'un atac de cor mentre feia muntanyisme a l'estat de Maine.
El principal camp de treball de Kellogg va ser el de les funcions harmòniques i funcions de Green lligades a la teoria del potencial. El 1929 va publicar un ben conegut tractat sobre el tema: Foundations of Potential Theory, reimprès diverses vegades. Però aquest no va ser el seu únic camp de recerca; també va publicar articles sobre equacions diferencials, funcions ortogonals i al tres temes relacionats amb la física matemàtica. El 1922, per exemple, va publicar juntament amb el seu amic George David Birkhoff, un important article sobre punts invariants.